# Condado de Graham (Carolina del Norte)
El condado de Graham (en inglés: Graham County, North Carolina), fundado en 1872, es uno de los 100 condados del estado estadounidense de Carolina del Norte. En el año 2000 tenía una población de 7993 habitantes con densidad poblacional de 11 personas por km². La sede del condado es Robbinsville.

## Geografía
Según la Oficina del Censo, el condado tiene un área total de 782 km² (301,9 mi²), de la cual 756 km² (291,9 mi²) es tierra y 26 km² (10,0 mi²) es agua.

### Municipios
El condado se divide en tres municipios:
Municipio de Cheoah, Municipio de Stecoah y Municipio de Yellow Creek

### Condados adyacentes
- Condado de Swain norte y el este
- Condado de Macon sureste
- Condado de Cherokee sur
- Condado de Monroe oeste
- Condado de Blount noroeste

### Área Nacional protegida
- Nantahala Forestal Nacional (parte)

## Demografía
En el 2000 la renta per cápita promedia del condado era de $26 645, y el ingreso promedio para una familia era de $32 750. El ingreso per cápita para el condado era de $14 237. En 2000 los hombres tenían un ingreso per cápita de $24 207 contra $18 668 para las mujeres. Alrededor del 19,50% de la población estaba bajo el umbral de pobreza nacional.

## Lugares

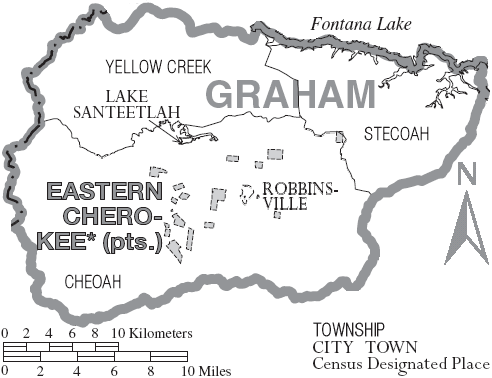
Mapa del Condado de Graham en Carolina del Norte con sus municipios

### Ciudades y pueblos
- Lake Santeetlah
- Robbinsville